# 郤穀泡疹介
郤穀泡疹介（学名：Phlyctocythere shihkui）为彎貝介科泡疹介屬下的一个种。